# Dobrčice
Dobrčice é uma comuna checa localizada na região de Olomouc, distrito de Přerov.